# PWI Wrestler of the Year
Le PWI Wrestler of the Year Award (Trophée du Catcheur de l'année), est remis chaque année depuis 1972 par le magazine de catch Pro Wrestling Illustrated, qui reconnaît les meilleurs personnalités du catch de l'année. À partir de 2020, les catcheuses ont été intégrées au classement.
Il ne doit pas être confondu avec le PWI 500.

## Palmarès
| Année | Vainqueur        | Second               | Troisième           | Quatrième           |
| ----- | ---------------- | -------------------- | ------------------- | ------------------- |
| 1972  | Pedro Morales    |                      |                     |                     |
| 1973  | Jack Brisco (en) |                      |                     |                     |
| 1974  | Bruno Sammartino |                      |                     |                     |
| 1975  | Mr. Wrestling II |                      |                     |                     |
| 1976  | Terry Funk       | Bruno Sammartino     | Nick Bockwinkel     | Paul Jones (en)     |
| 1977  | Dusty Rhodes     | Billy Graham         | Bob Backlund        | Harley Race         |
| 1978  | Dusty Rhodes     | Bob Backlund         | Ricky Steamboat     | Harley Race         |
| 1979  | Harley Race      | Dusty Rhodes         | Jimmy Snuka         | Bob Backlund        |
| 1980  | Bob Backlund     | Harley Race          | Verne Gagne         | The Iron Sheik      |
| 1981  | Ric Flair        | Bob Backlund         | Tommy Rich          | Dusty Rhodes        |
| 1982  | Bob Backlund     | Ric Flair            | Hulk Hogan          | Jimmy Snuka         |
| 1983  | Harley Race      | Nick Bockwinkel      | André the Giant     | Bob Backlund        |
| 1984  | Ric Flair        | Hulk Hogan           | Kerry Von Erich     | Rick Martel         |
| 1985  | Ric Flair        | Hulk Hogan           | Rick Martel         | Sgt. Slaughter      |
| 1986  | Ric Flair        | Hulk Hogan           | Randy Savage        | Nikita Koloff       |
| 1987  | Hulk Hogan       | Ric Flair            | Randy Savage        | Steve Williams      |
| 1988  | Randy Savage     | Jerry Lawler         | Lex Luger           | Ric Flair           |
| 1989  | Ric Flair        | Hulk Hogan           | Lex Luger           | Ricky Steamboat     |
| 1990  | Sting            | The Ultimate Warrior | Hulk Hogan          | Lex Luger           |
| 1991  | Hulk Hogan       | Lex Luger            | Bret Hart           | Sting               |
| 1992  | Ric Flair        | Ron Simmons          | Rick Rude           | Bret Hart           |
| 1993  | Vader            | Bret Hart            | Shawn Michaels      | Yokozuna            |
| 1994  | Hulk Hogan       | Bret Hart            | Razor Ramon         | Ric Flair           |
| 1995  | Diesel           | Shawn Michaels       | Sting               | Hulk Hogan          |
| 1996  | The Giant        | Shawn Michaels       | Ric Flair           | Ahmed Johnson       |
| 1997  | Lex Luger        | Steve Austin         | The Undertaker      | Diamond Dallas Page |
| 1998  | Steve Austin     | Goldberg             | Diamond Dallas Page | The Rock            |
| 1999  | Steve Austin     | The Rock             | Sting               | Taz                 |
| 2000  | The Rock         | Triple H             | Booker T            | Kurt Angle          |
| 2001  | Steve Austin     | Kurt Angle           | The Rock            | Rob Van Dam         |
| 2002  | Brock Lesnar     | Rob Van Dam          | Triple H            | The Undertaker      |
| 2003  | Kurt Angle       | Brock Lesnar         | Triple H            | A.J. Styles         |
| 2004  | Chris Benoit     | Randy Orton          | Eddie Guerrero      | A.J. Styles         |
| 2005  | Batista          | John Cena            | A.J. Styles         | Samoa Joe           |
| 2006  | John Cena        | Samoa Joe            | Rey Mysterio        | Edge                |
| 2007  | John Cena        | Kurt Angle           | Batista             | Randy Orton         |
| 2008  | Triple H         | Kurt Angle           | Randy Orton         | Samoa Joe           |
| 2009  | Randy Orton      | John Cena            | Chris Jericho       | Kurt Angle          |
| 2010  | Randy Orton      | Rob Van Dam          | John Cena           | Sheamus             |
| 2011  | CM Punk          | John Cena            | Davey Richards      | Bobby Roode         |
| 2012  | CM Punk          | Sheamus              | Austin Aries        | John Cena           |
| 2013  | Daniel Bryan     | John Cena            | Bully Ray           | Randy Orton         |
| 2014  | Brock Lesnar     | Daniel Bryan         | AJ Styles           | John Cena           |
| 2015  | Seth Rollins     | Jay Lethal           | Roman Reigns        | John Cena           |
| 2016  | AJ Styles        | Roman Reigns         | Kevin Owens         | Dean Ambrose        |
| 2017  | AJ Styles        | Kazuchika Okada      | Kenny Omega         | Cody Rhodes         |
| 2018  | AJ Styles        | Kenny Omega          | Cody Rhodes         | Seth Rollins        |
| 2019  | Adam Cole        | Chris Jericho        | Seth Rollins        | Kofi Kingston       |
| 2020  | Jon Moxley       | Bayley               | Chris Jericho       | Sasha Banks         |
| 2021  | Kenny Omega      | Roman Reigns         | Bianca Belair       | Big E               |
| 2022  | Roman Reigns     | Jon Moxley           | Bianca Belair       | Cody Rhodes         |
| 2023  | Seth Rollins     | Gunther              | Will Ospreay        | MJF                 |

## Galerie

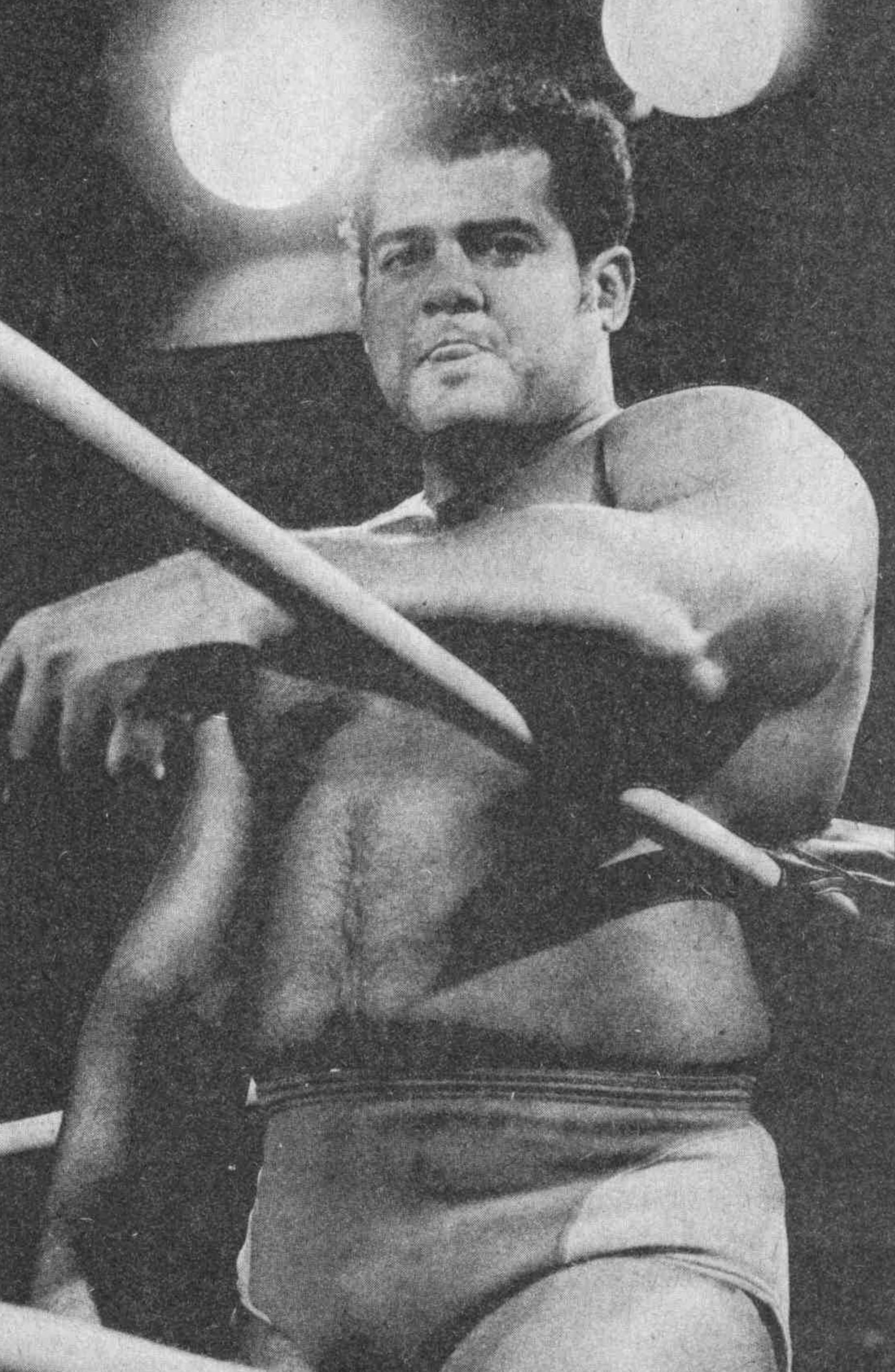
Pedro Morales, catcheur de l'année 1972
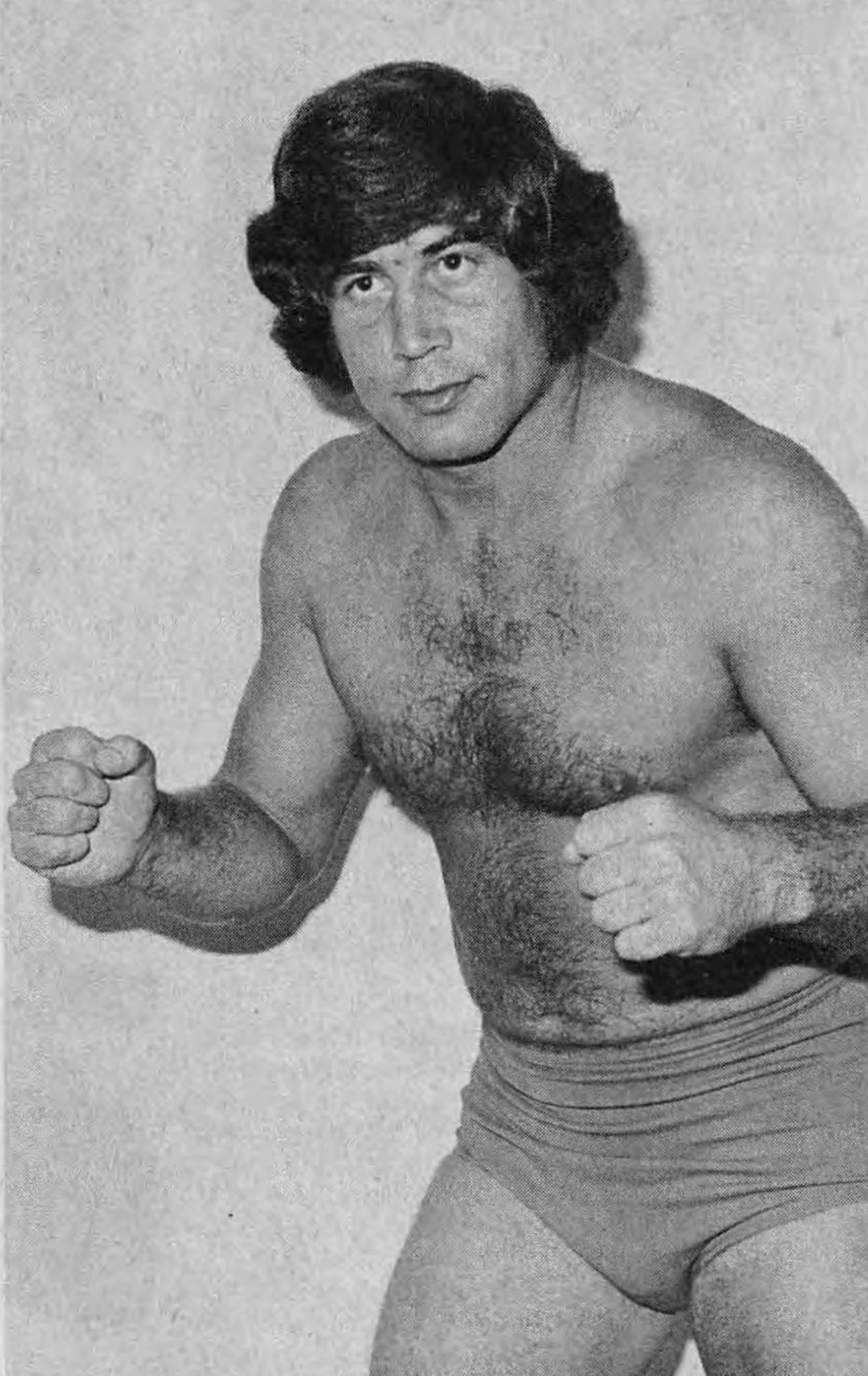
Jack Brisco (en), catcheur de l'année 1973
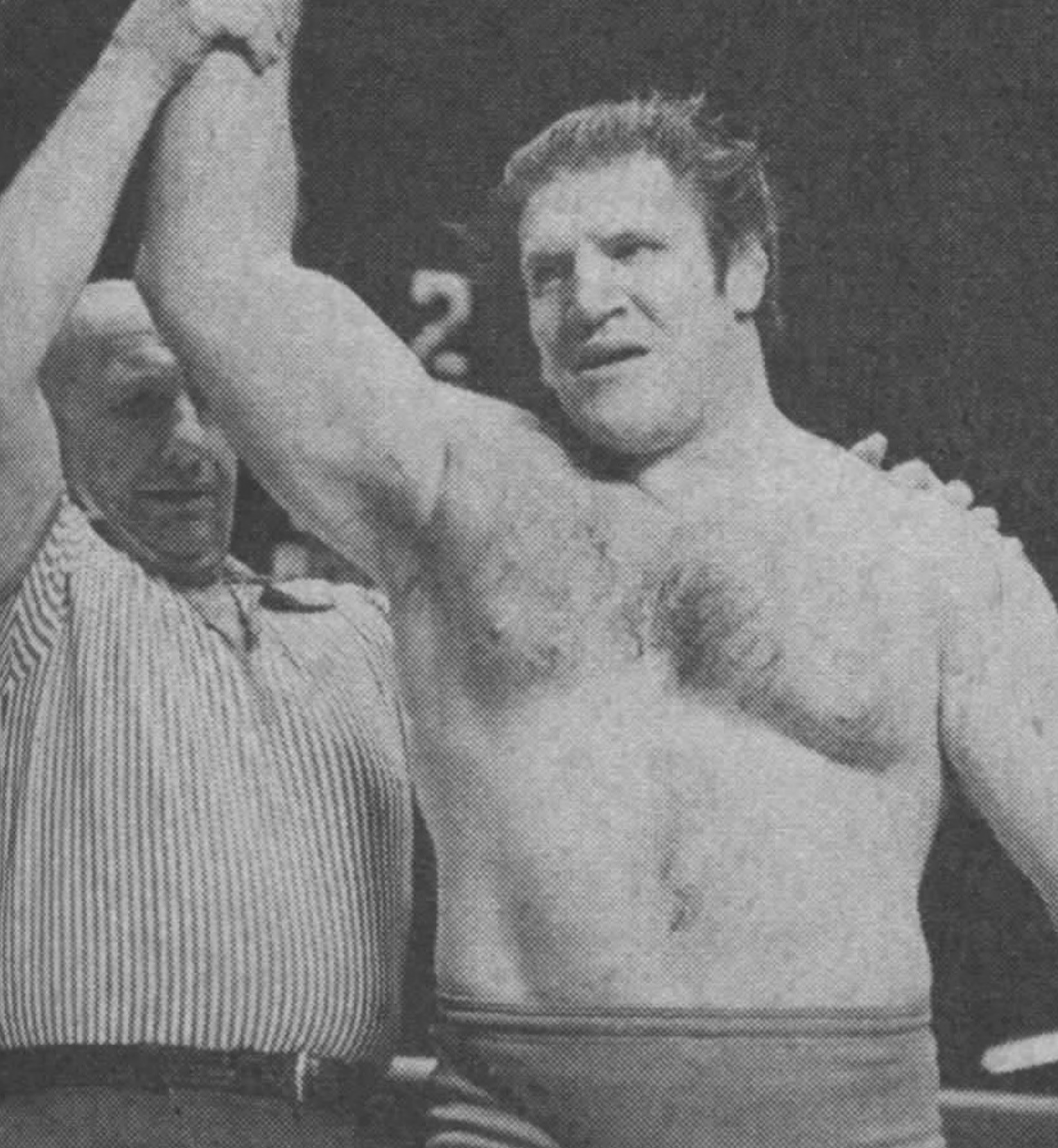
Bruno Sammartino, catcheur de l'année 1974
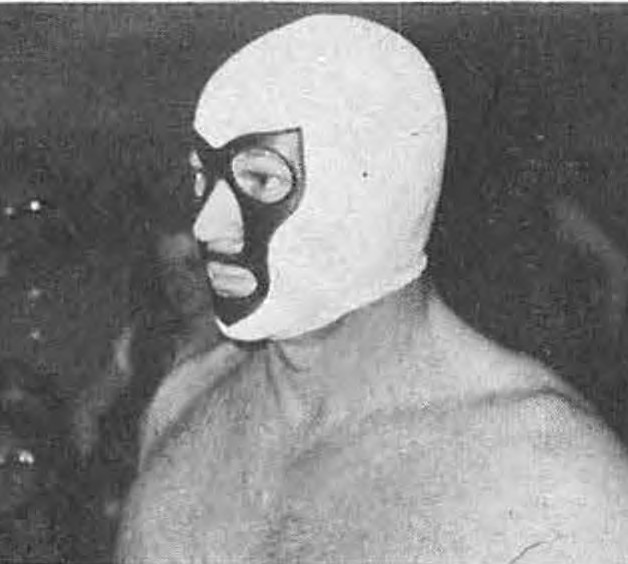
Mr. Wrestling II, catcheur de l'année 1975
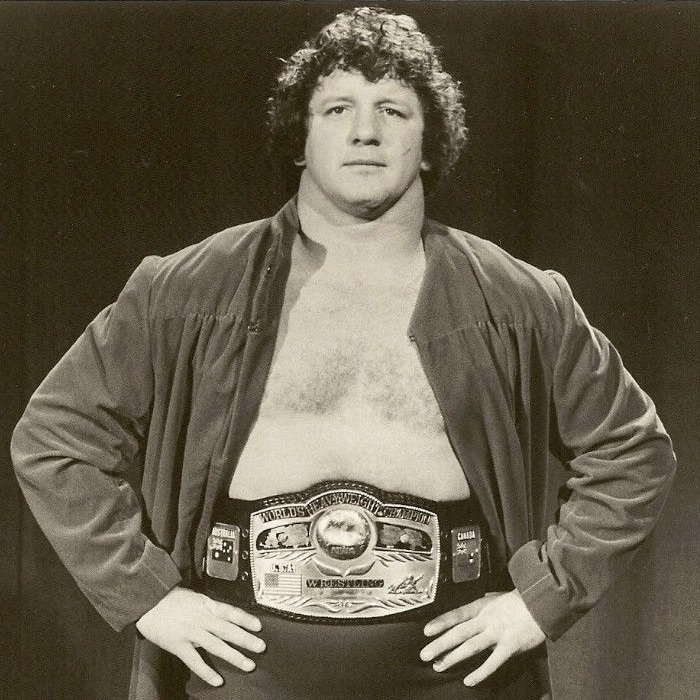
Terry Funk, catcheur de l'année 1976
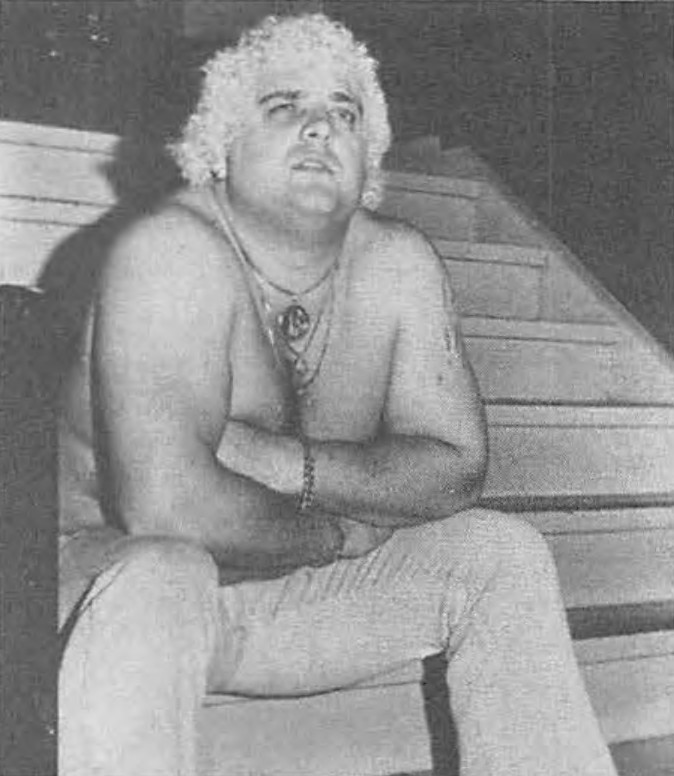
Dusty Rhodes, catcheur de l'année 1978 et 1979
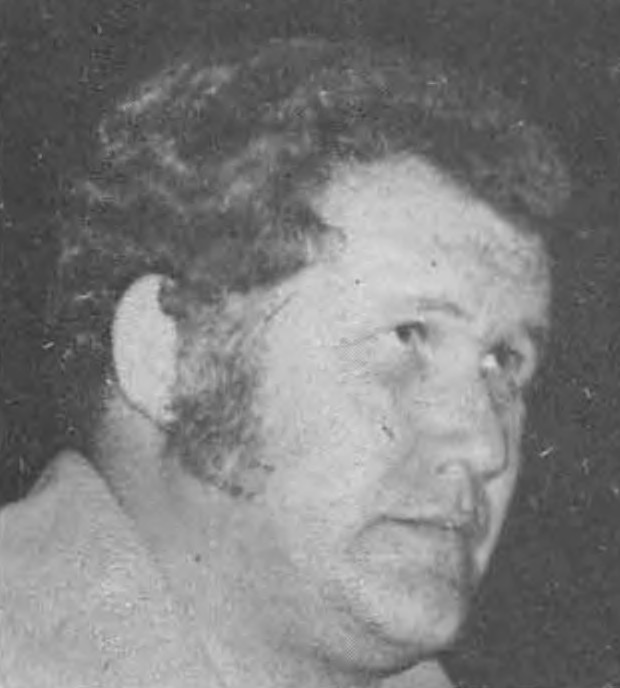
Harley Race, catcheur de l'année 1979 et 1983
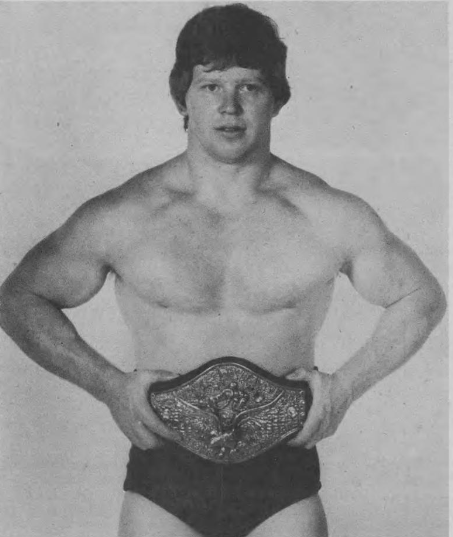
Bob Backlund, catcheur de l'année 1980 et 1982
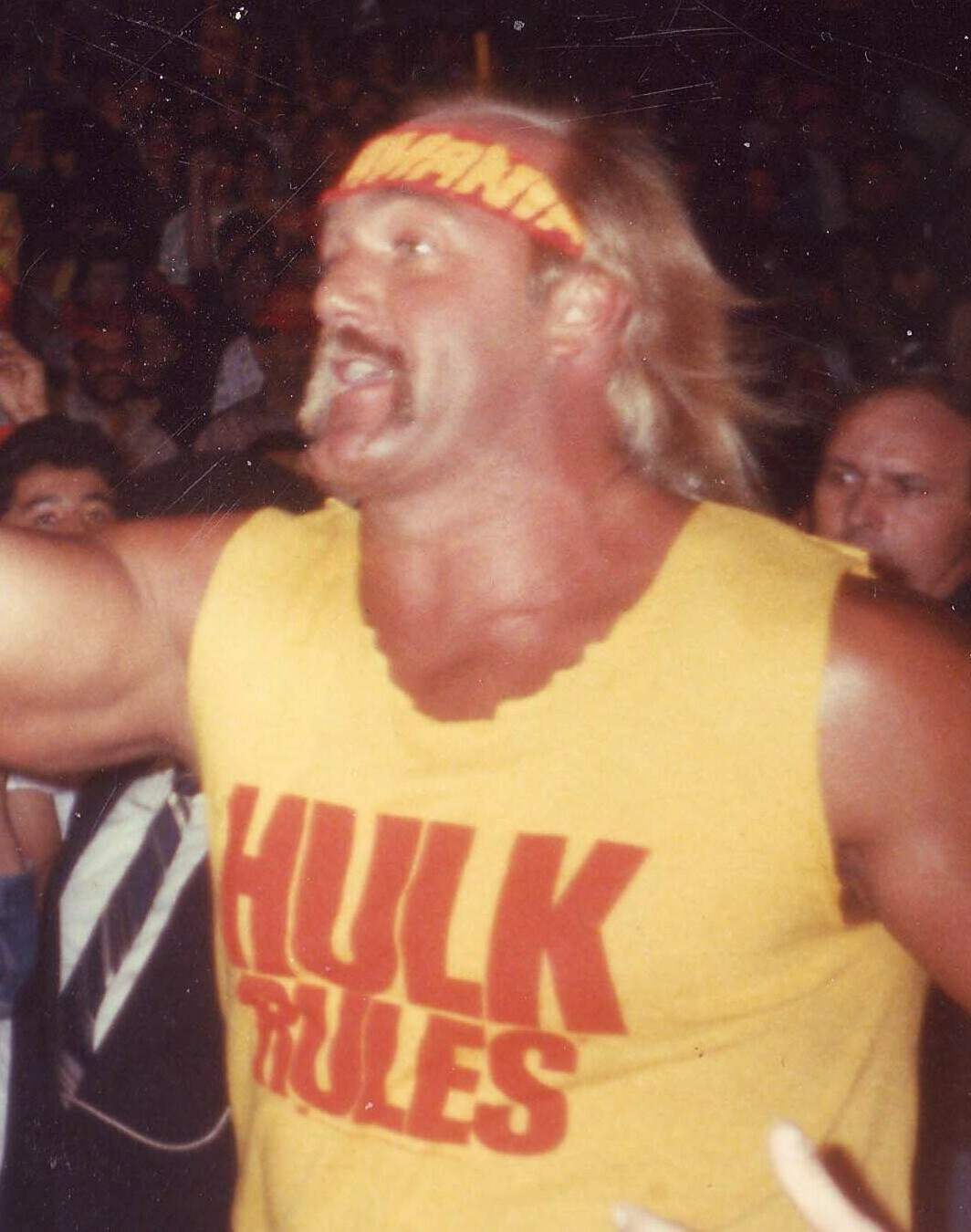
Hulk Hogan, catcheur de l'année 1987, 1991 et 1994
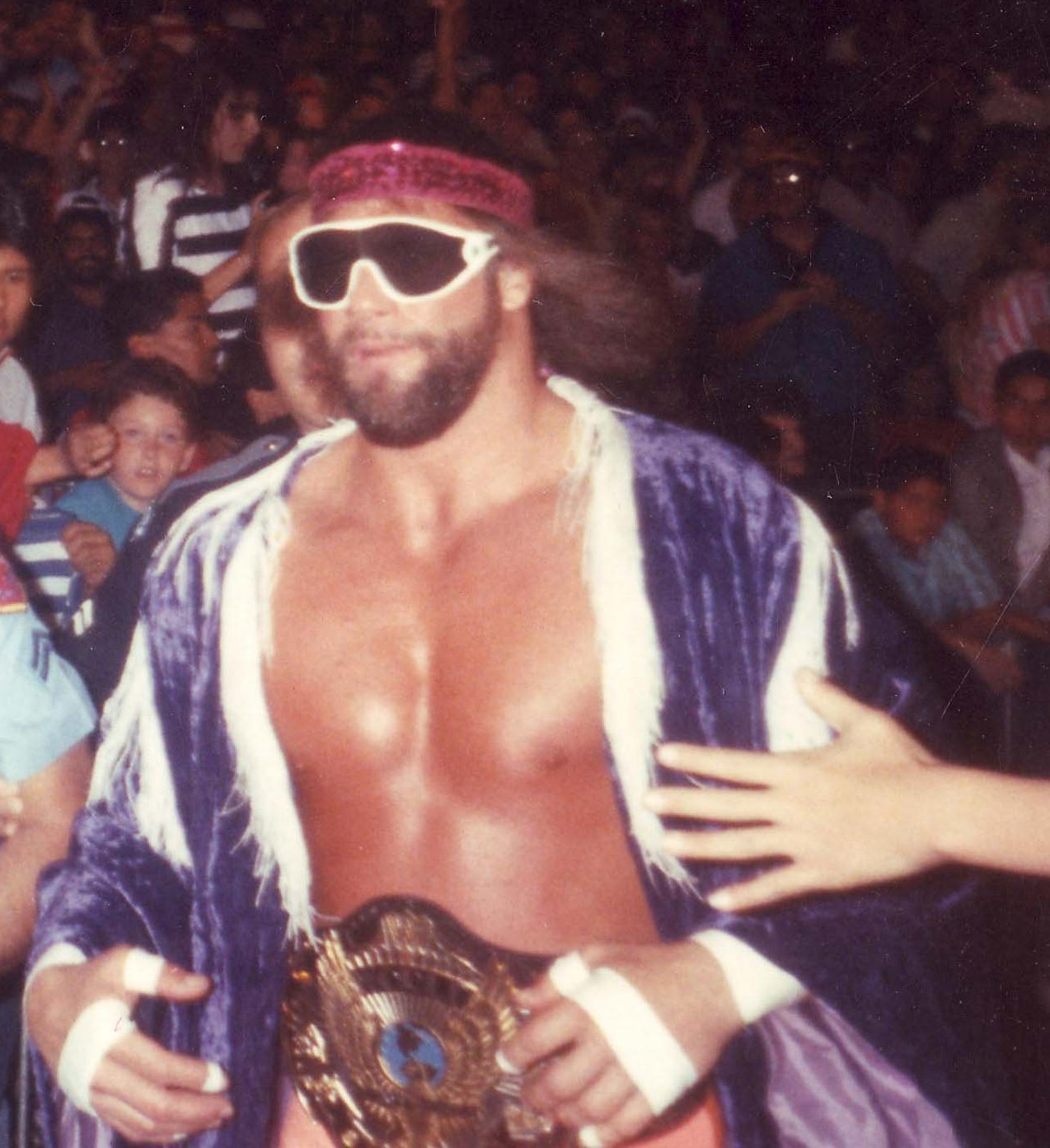
Randy Savage, catcheur de l'année 1988
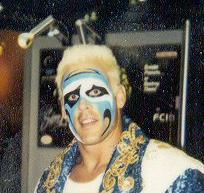
Sting, catcheur de l'année 1990
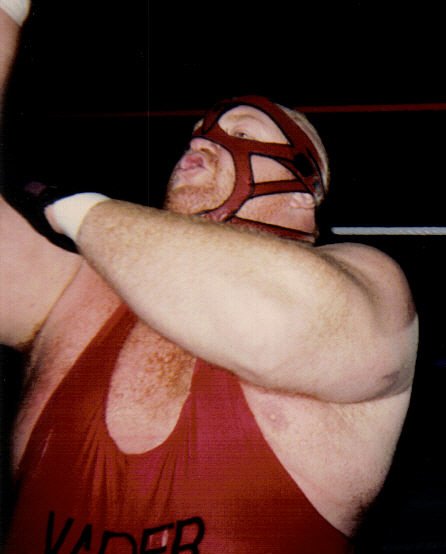
Vader, catcheur de l'année 1993
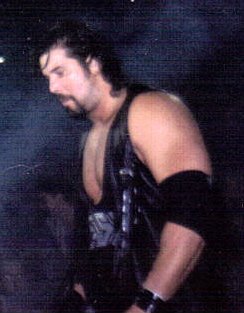
Diesel, catcheur de l'année 1995
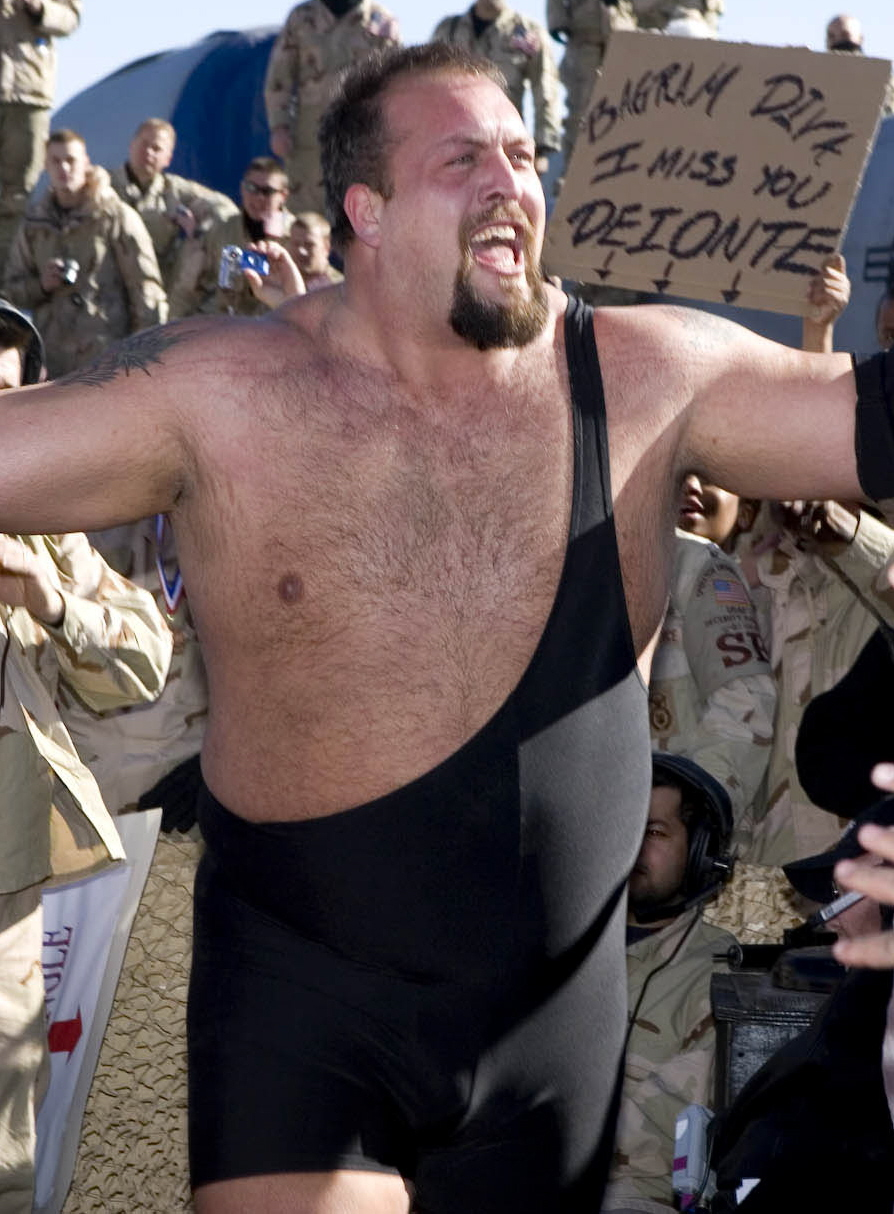
The Giant (Big Show), catcheur de l'année 1996
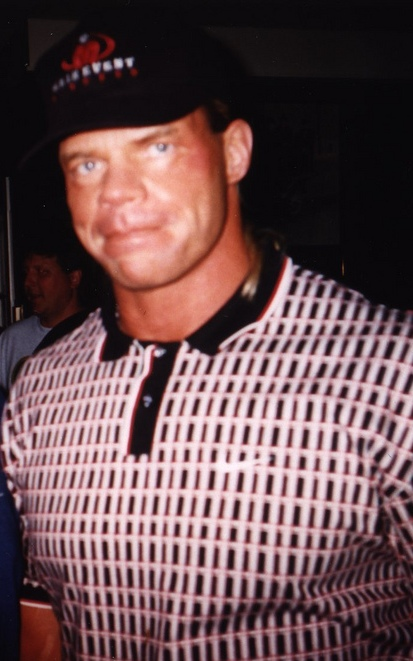
Lex Luger, catcheur de l'année 1998
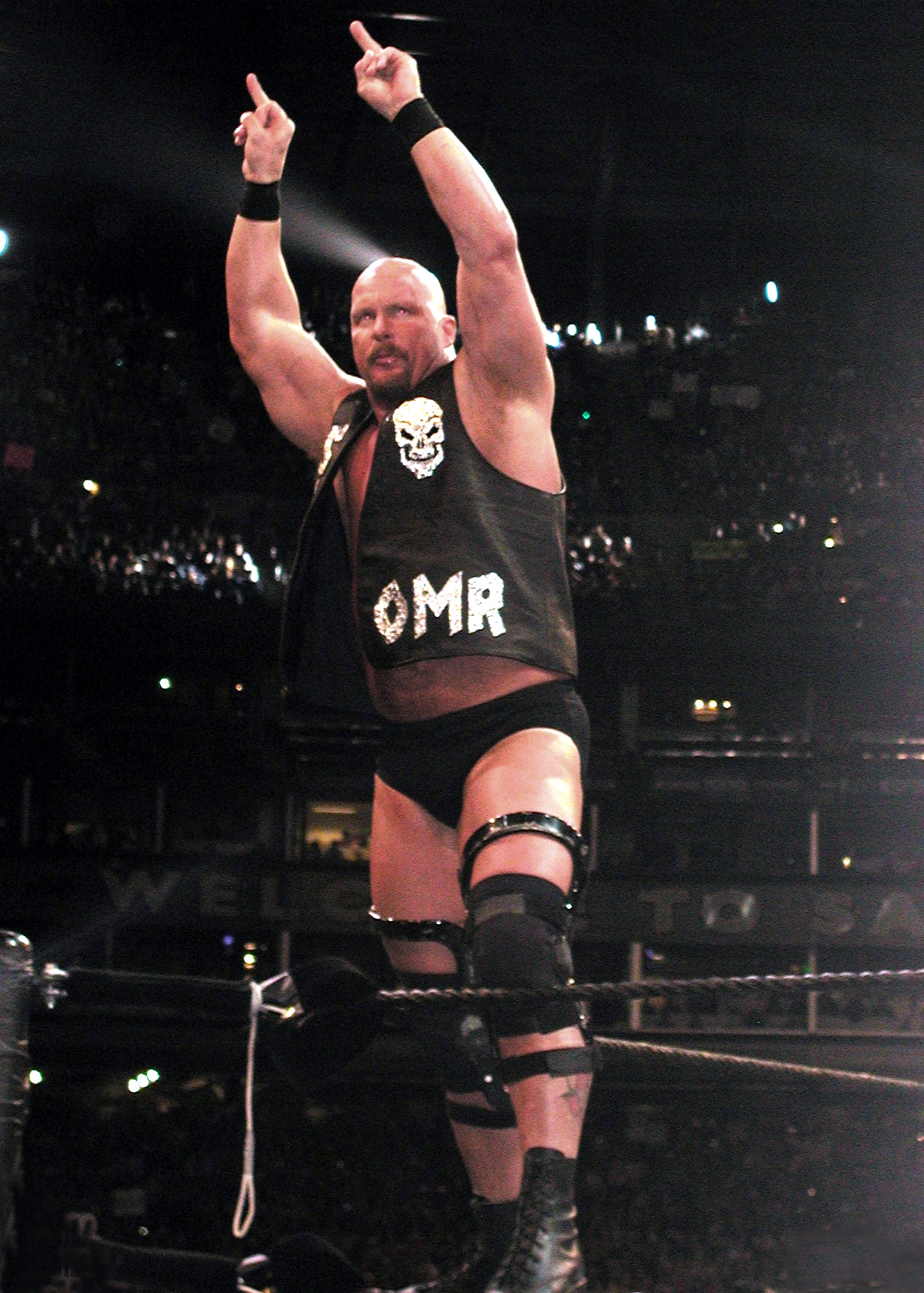
Stone Cold Steve Austin, catcheur de l'année 1998, 1999 et 2001
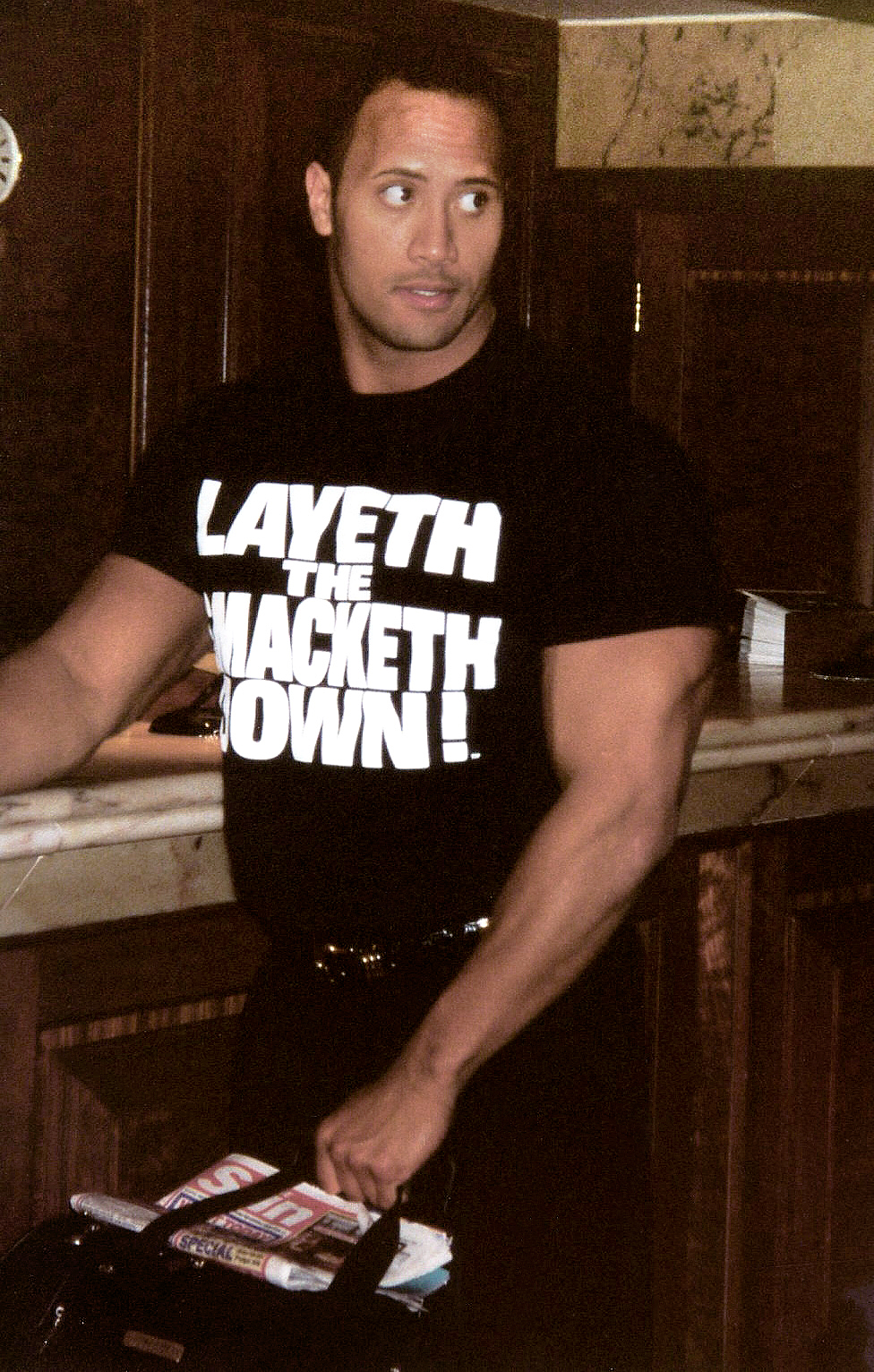
The Rock (Dwayne Johnson), catcheur de l'année 2000
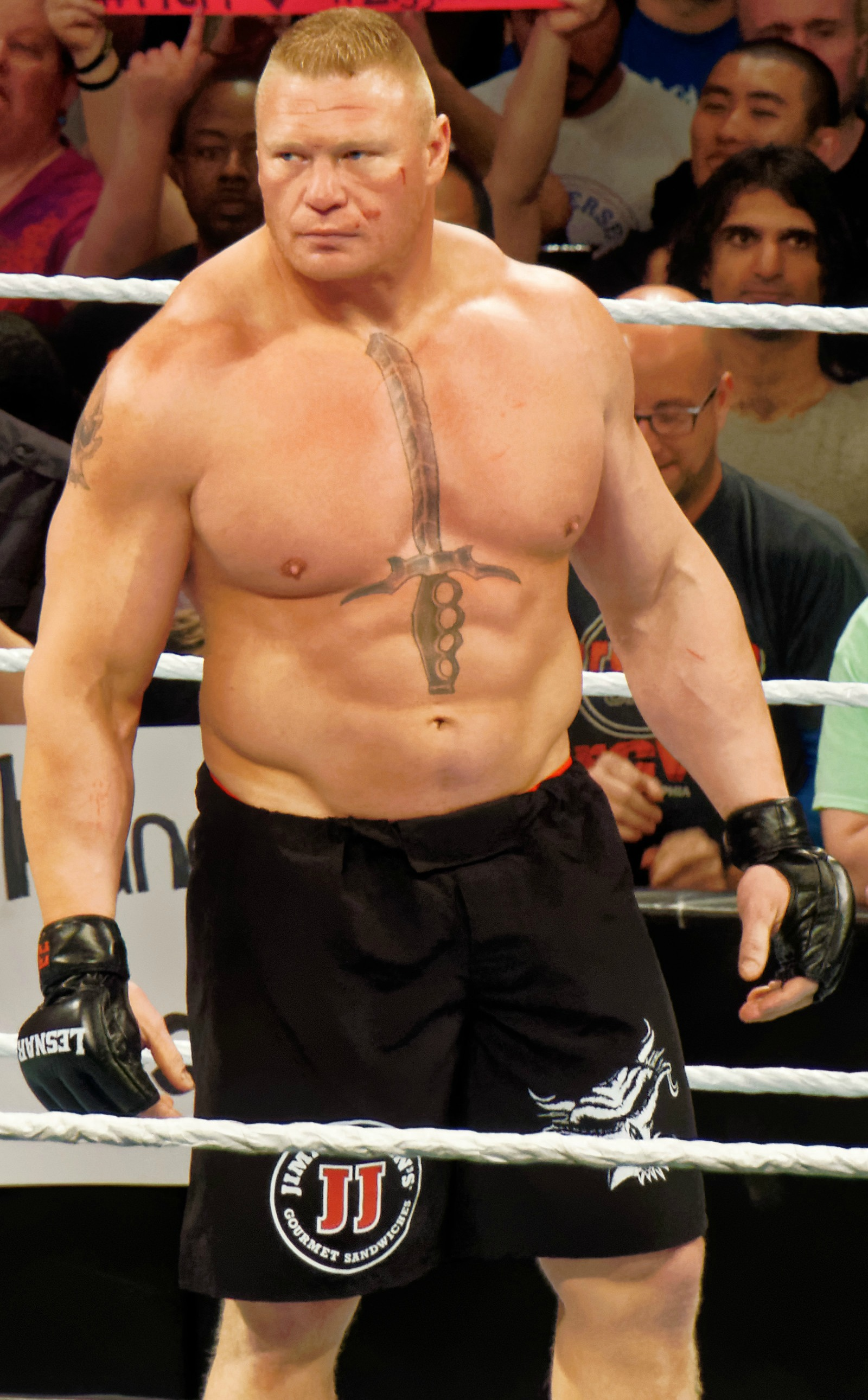
Brock Lesnar, catcheur de l'année 2002 et 2014
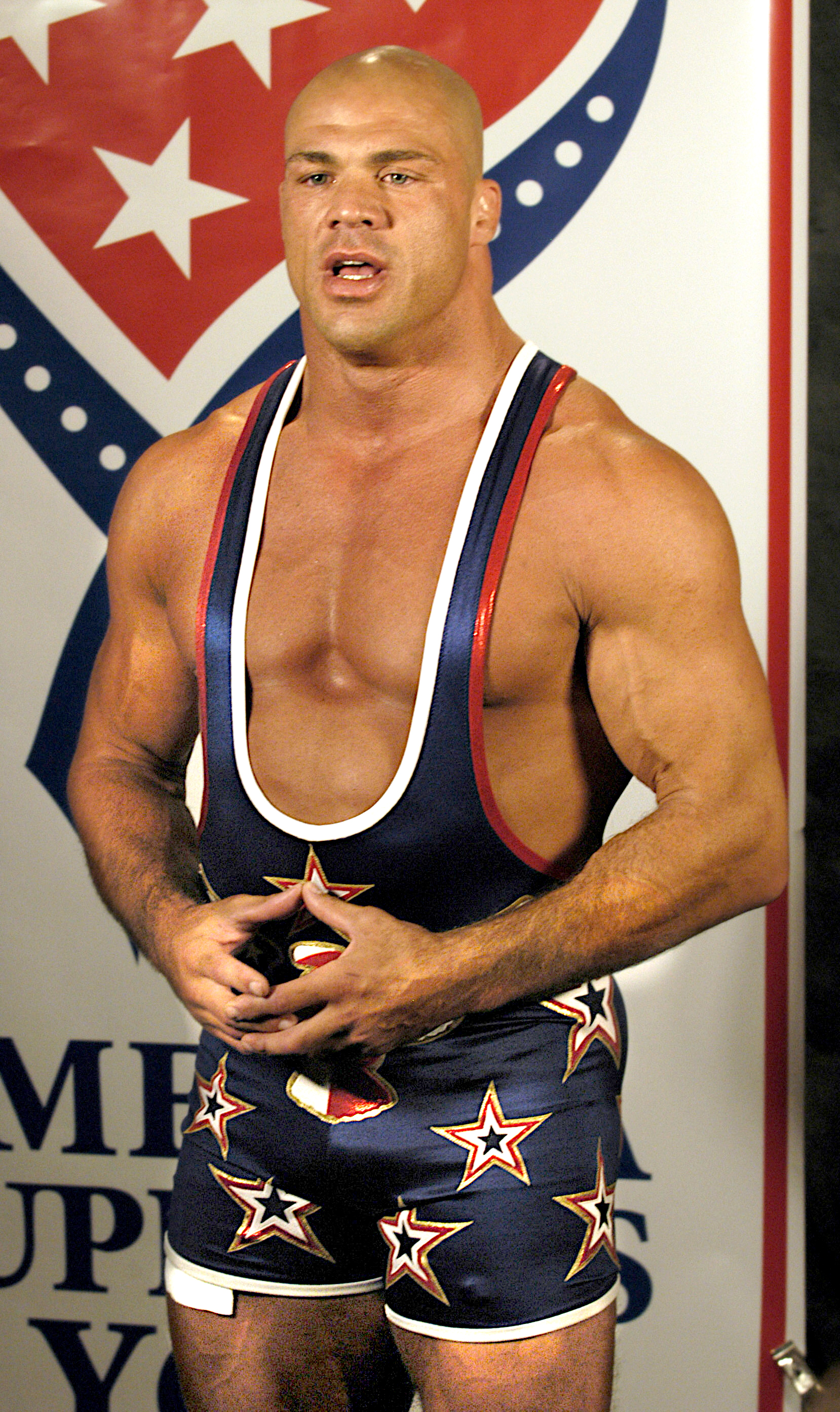
Kurt Angle, catcheur de l'année 2003
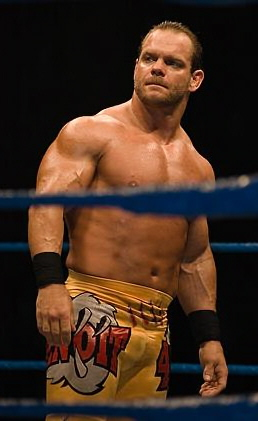
Chris Benoit, catcheur de l'année 2004
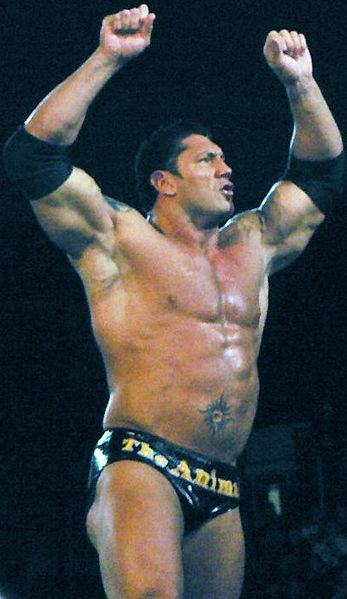
Batista, catcheur de l'année 2005
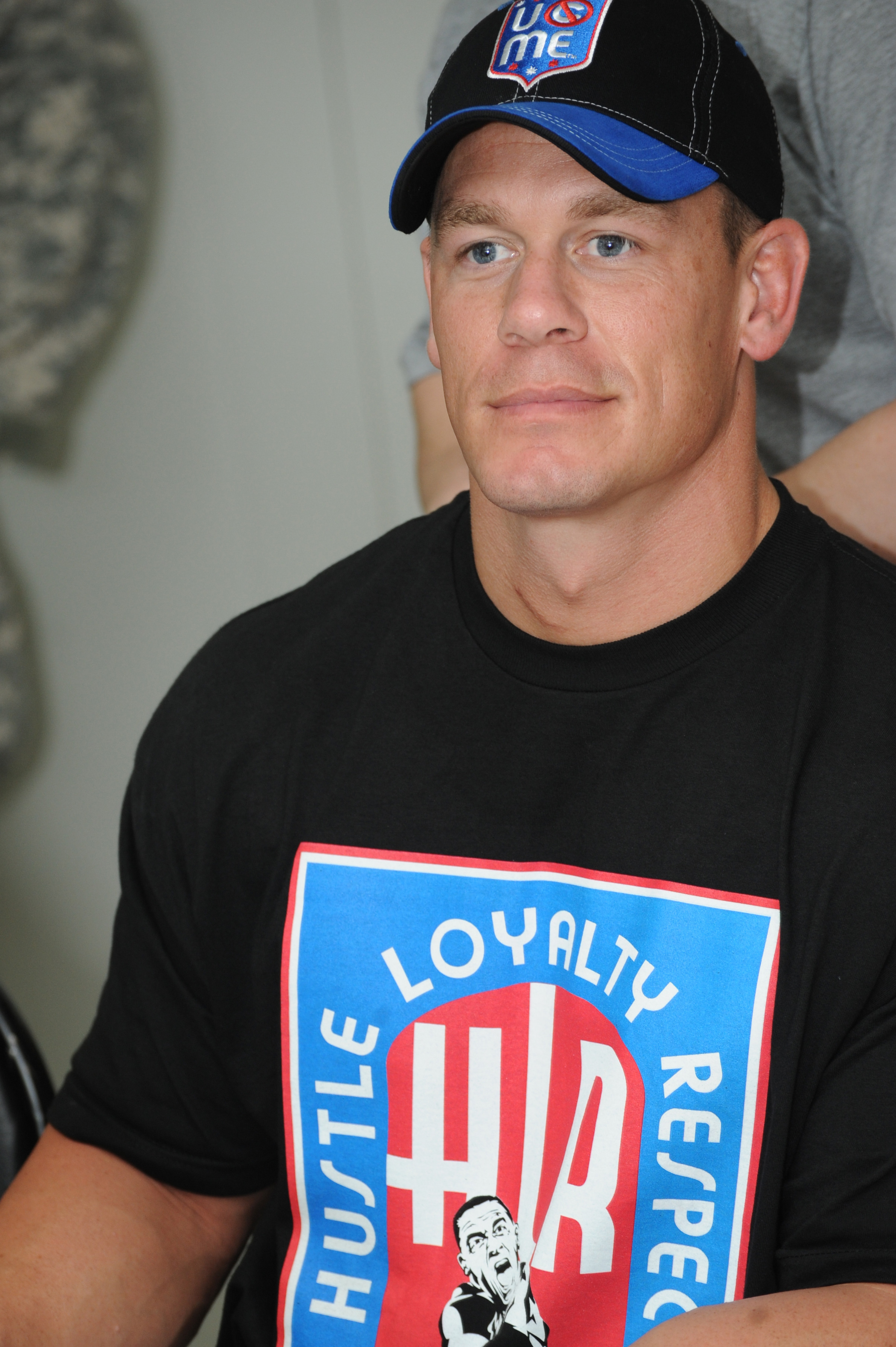
John Cena, catcheur de l'année 2006 et 2007
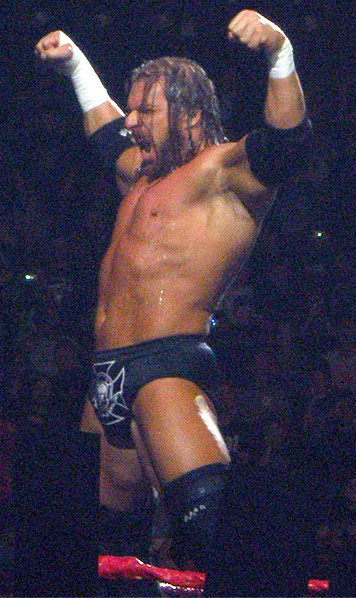
Triple H, catcheur de l'année 2008
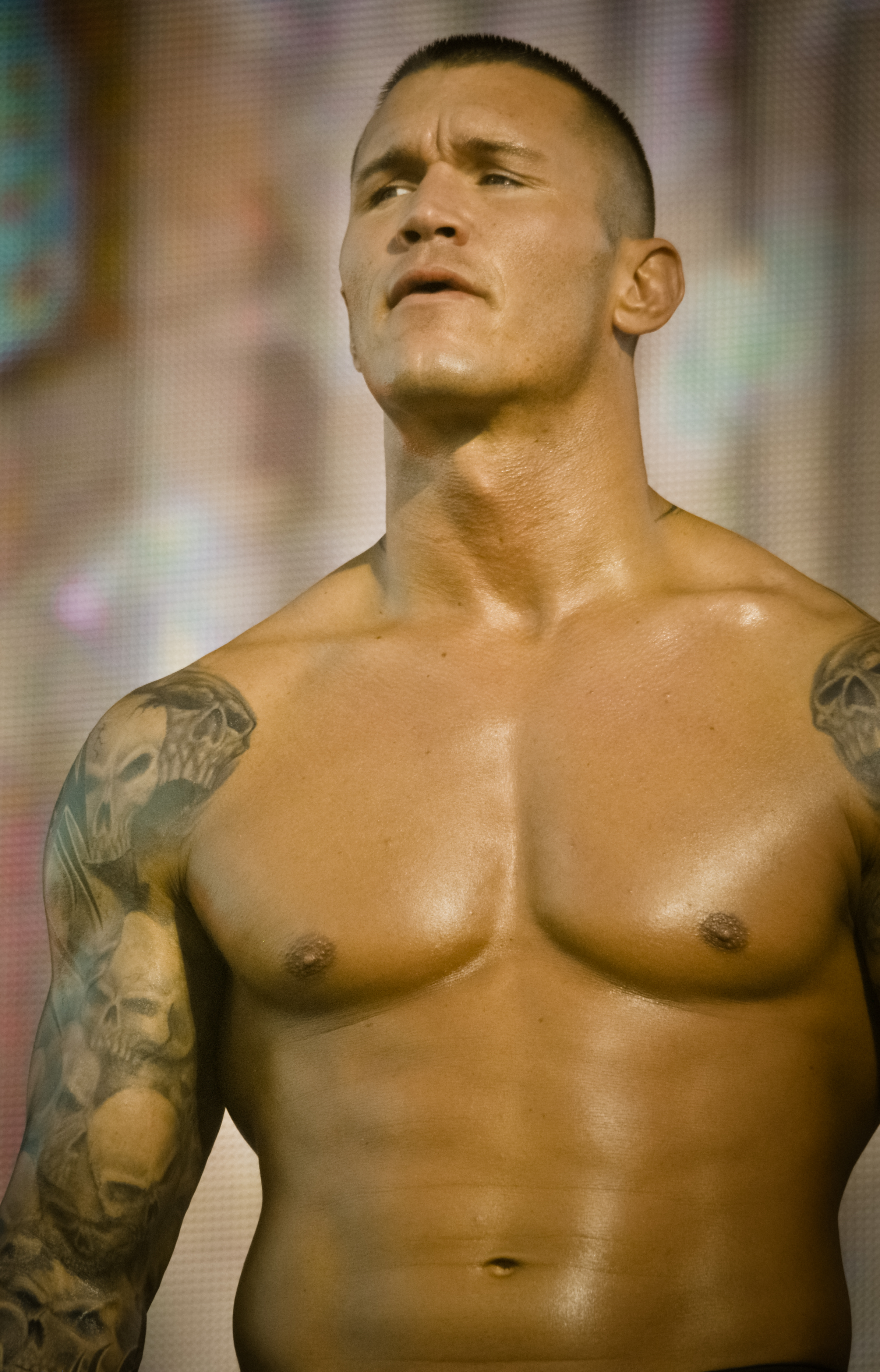
Randy Orton, catcheur de l'année 2009 et 2010
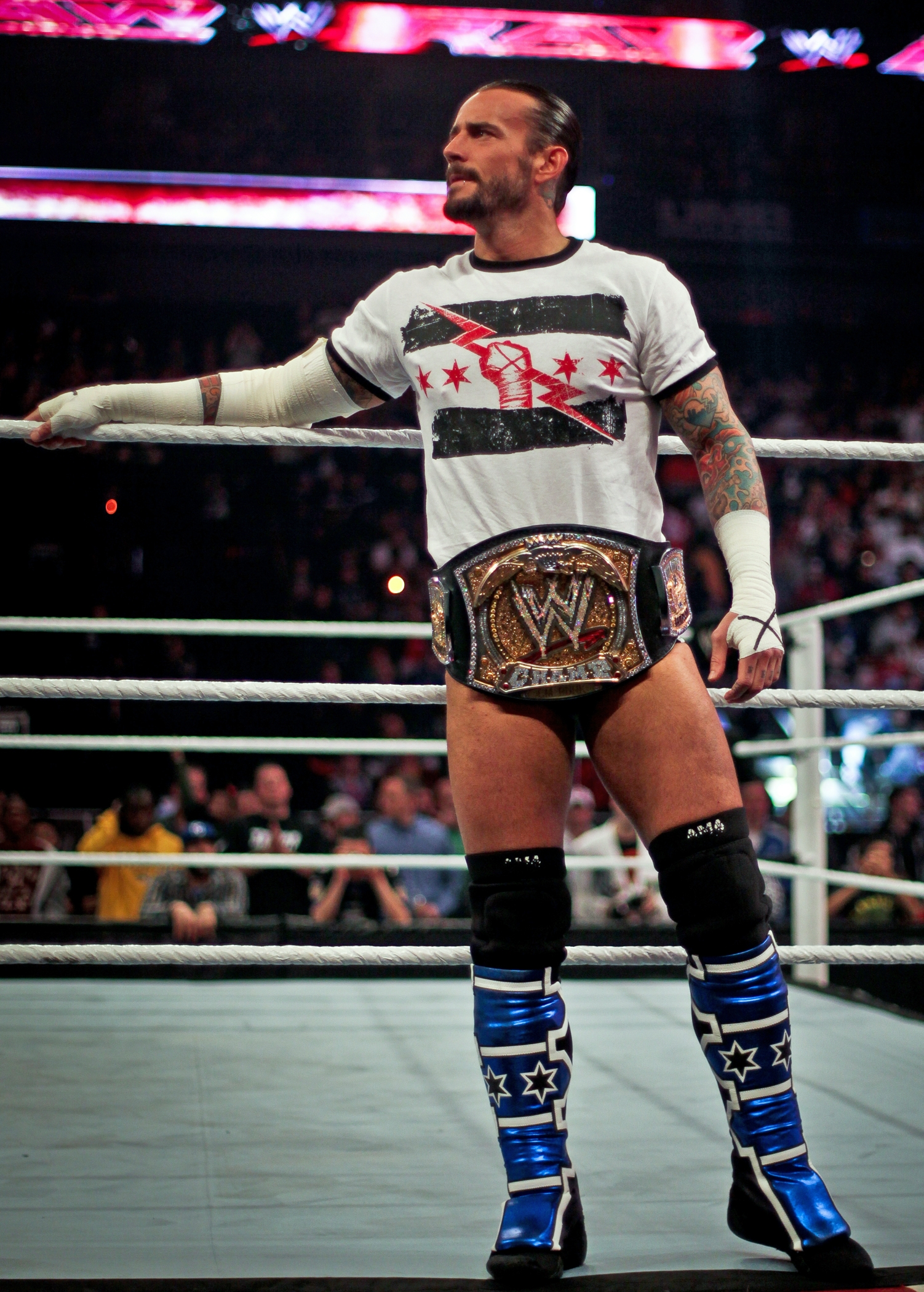
CM Punk, catcheur de l'année 2011 et 2012
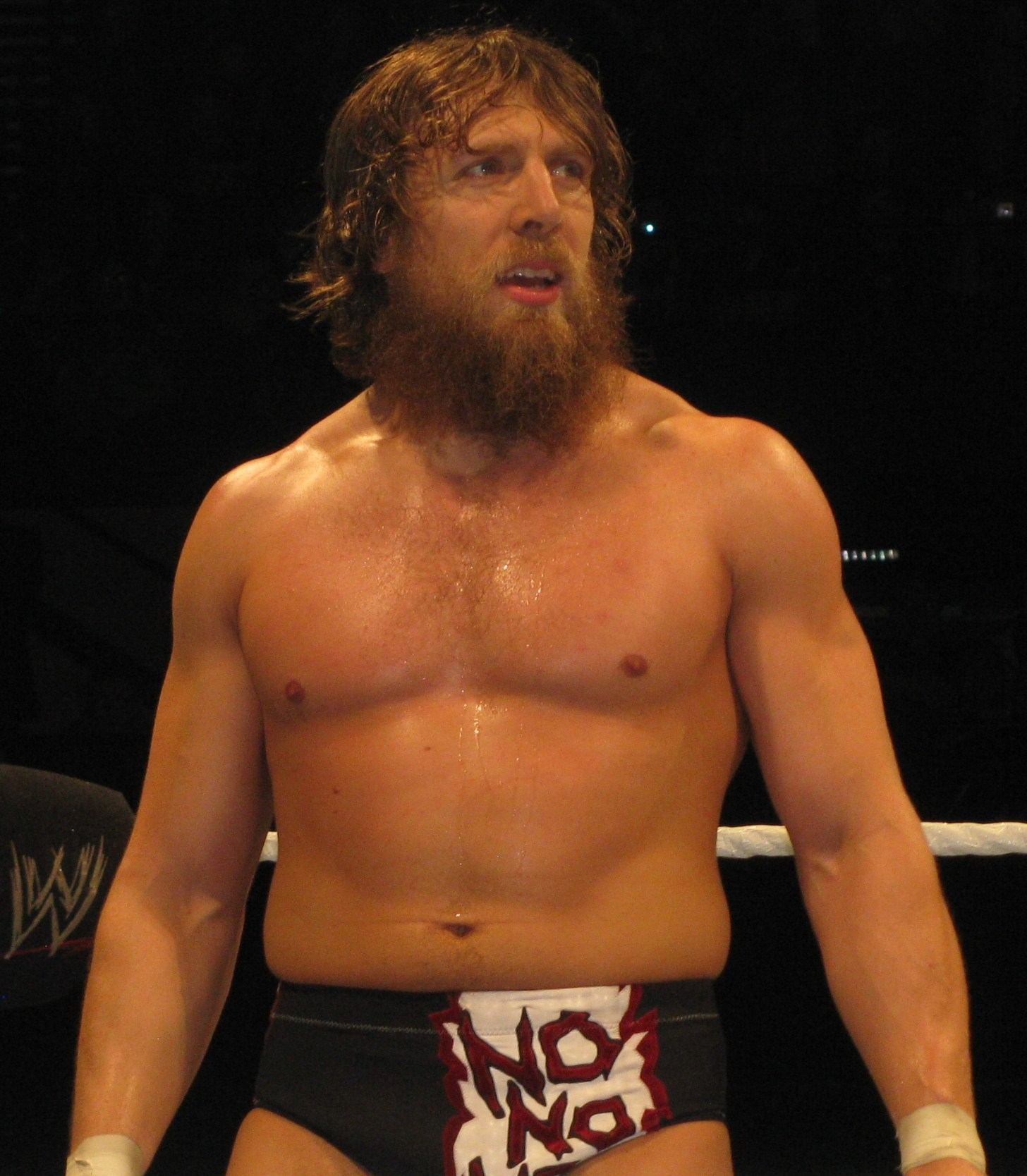
Daniel Bryan, catcheur de l'année 2013
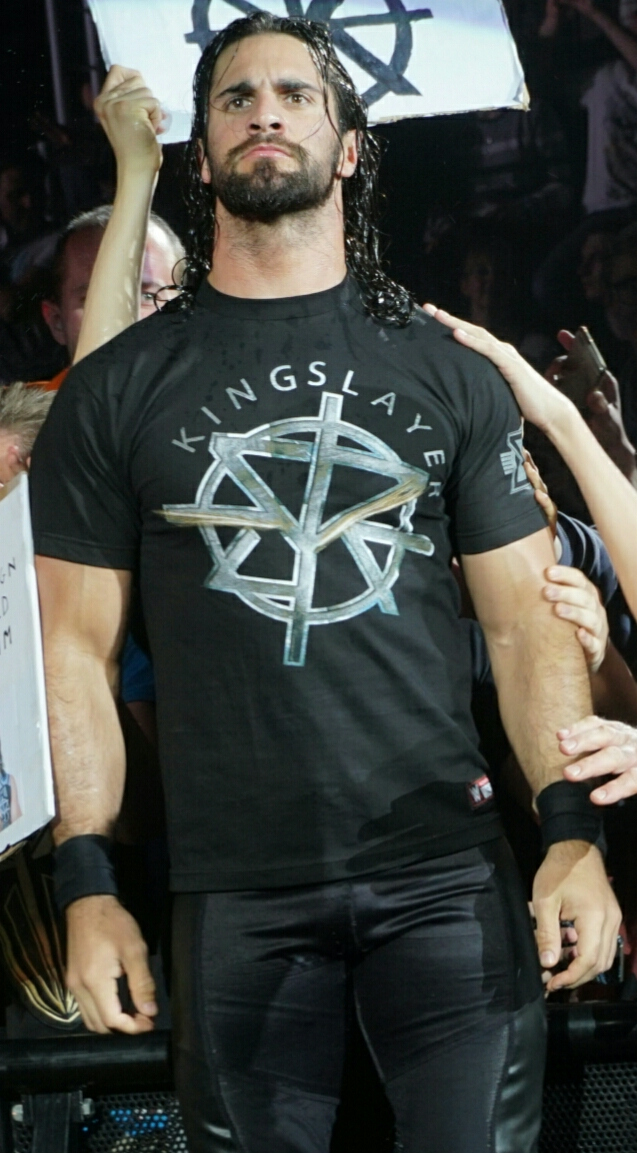
Seth Rollins, catcheur de l'année 2015 et 2023
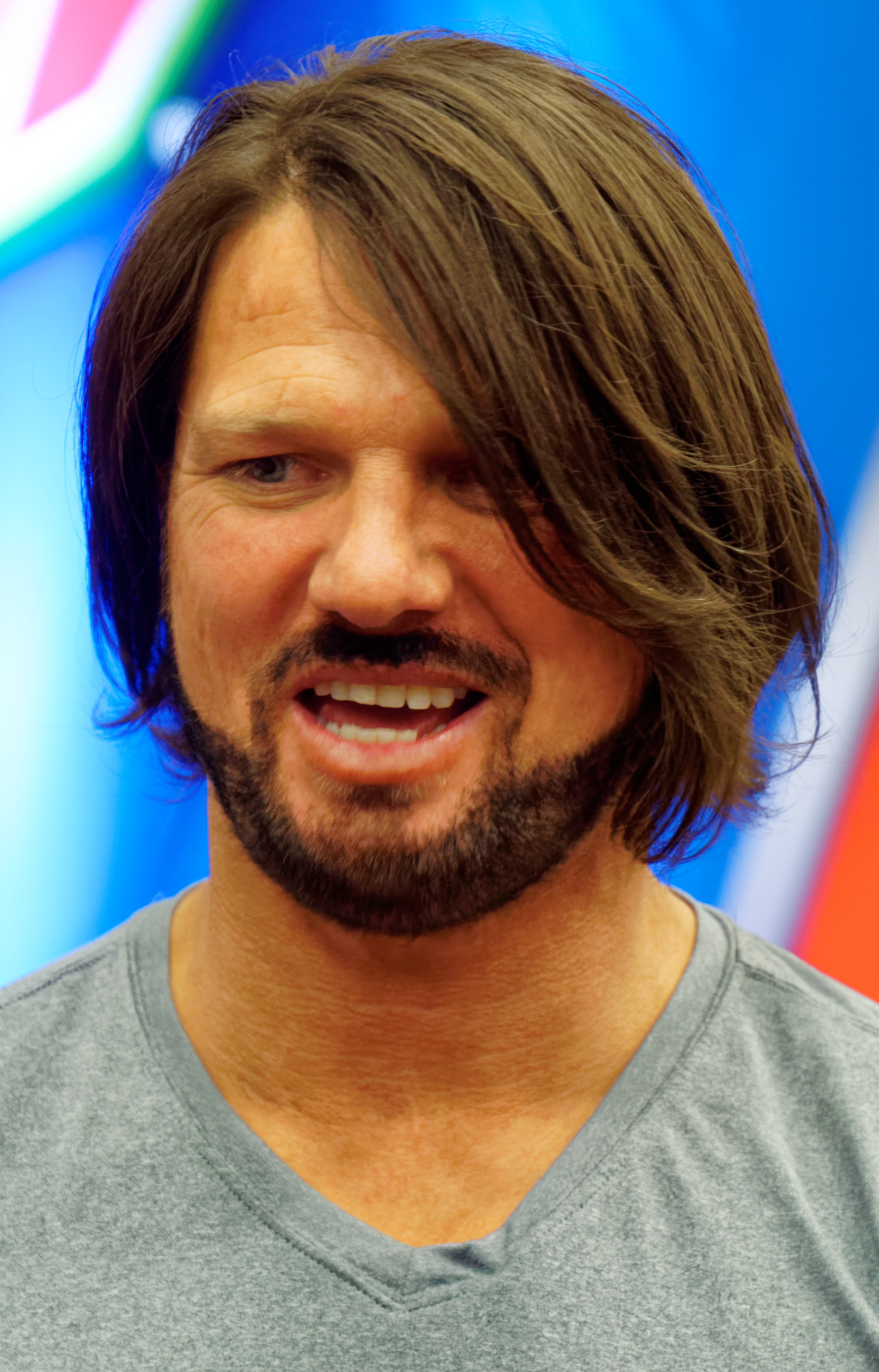
A.J. Styles, catcheur de l'année 2016, 2017 et 2018
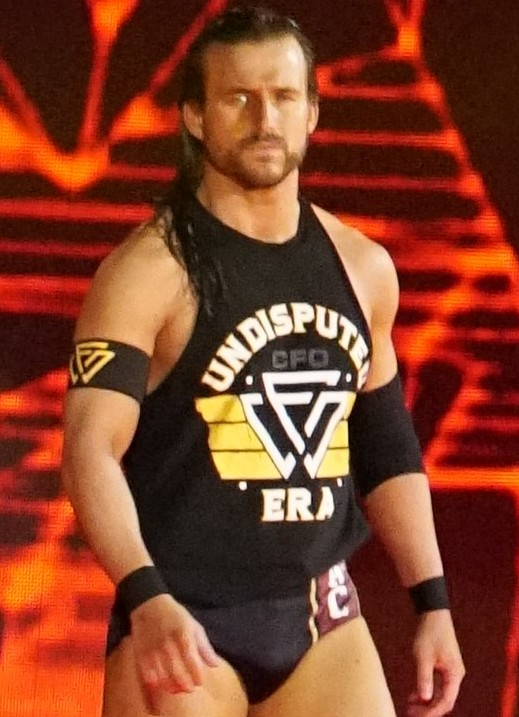
Adam Cole, catcheur de l'année 2019
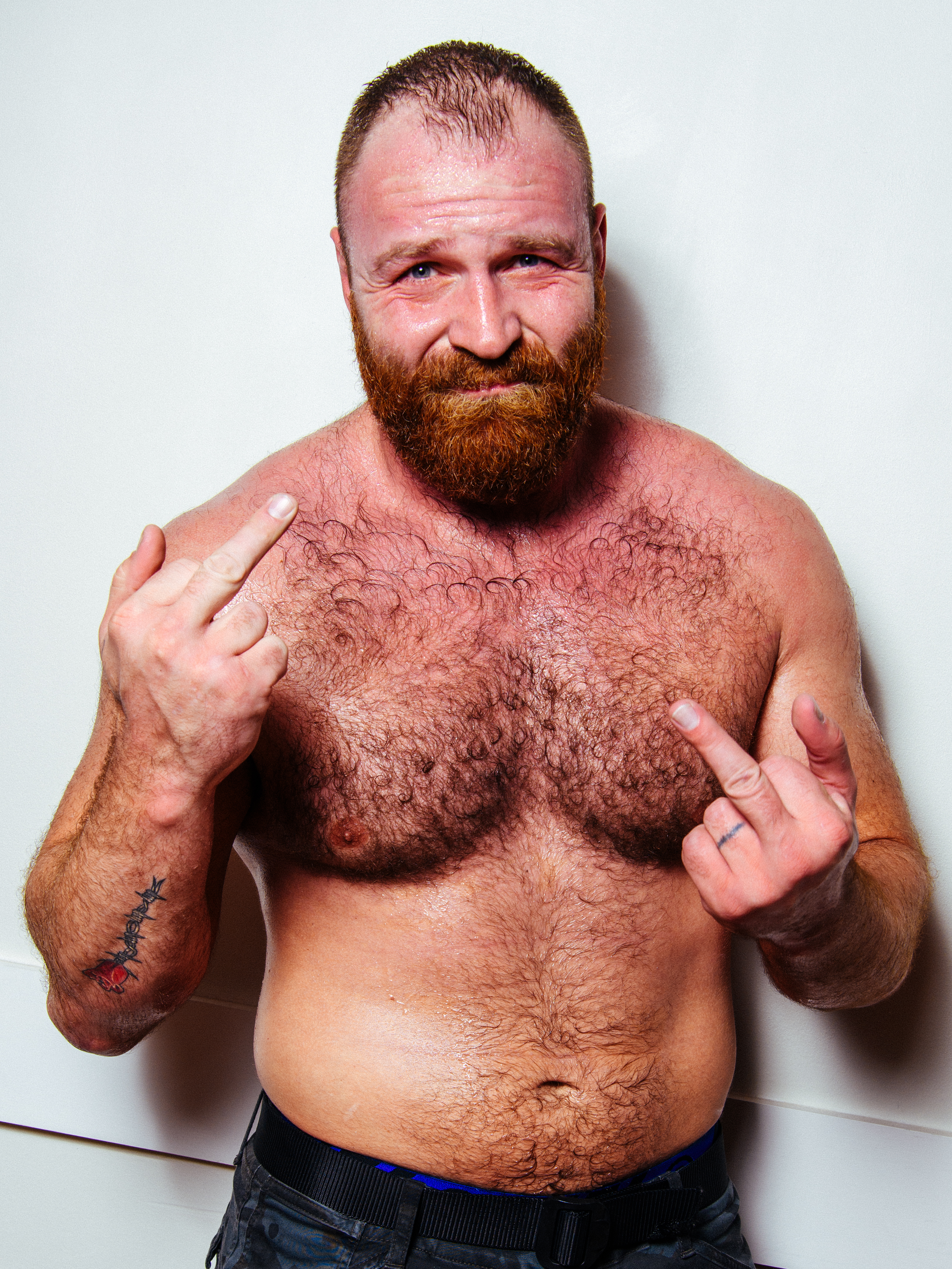
Jon Moxley, catcheur de l'année 2020
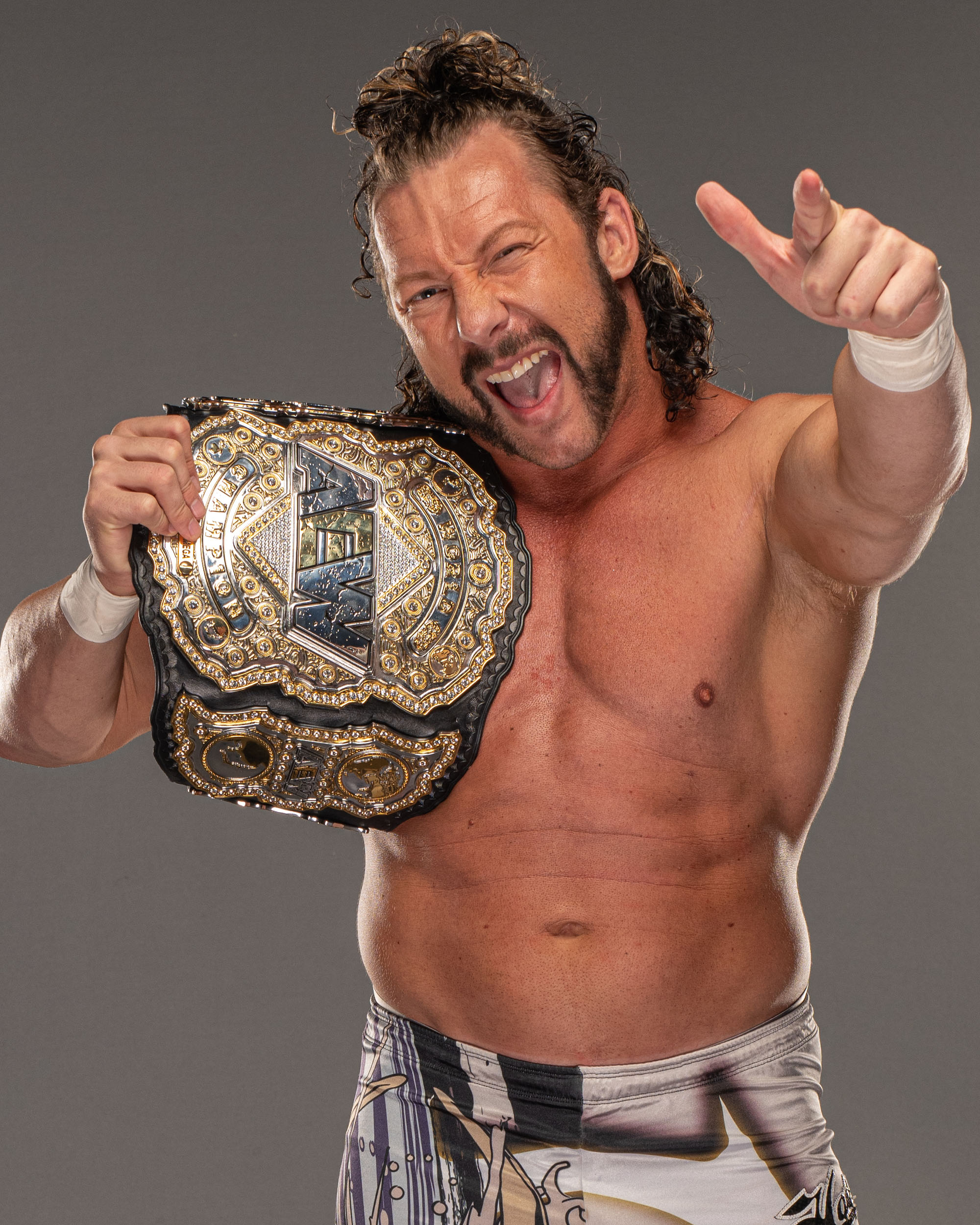
Kenny Omega, catcheur de l'année 2021
Roman Reigns, catcheur de l'année 2022